# 贴毛折柄茶
贴毛折柄茶（学名：Hartia villosa var. kwangtungensis）为山茶科折柄茶属下的一个变种。

## 扩展阅读
- 維基物種上的相關：贴毛折柄茶